# Rex the Runt
Rex the Runt é um desenho animado de massinha de modelar criado por Richard Golezowski e produzido pela Aardman Animations, cujos protagonistas são os cachorrinhos Rex, Wendy, Bob Ruim e Vince. O desenho passou no Brasil pela Multishow, na Locomotion, na MTV e no Canal 21.
O desenho começou como o curta de Richard Golewzowski chamado Ident. O sucesso foi tanto que em 1998 virou uma série animada com 10 minutos de duração lançada na BBC2.
A animação é incomum a qual usa bonecos quase em 2D animados para exagero - estes são lisos em aparição e fotografados em um vidrinho com cenários atrás dele.

## Elenco
Rex, o protagonista. Devido ao título, Rex é um cãozinho tímido e irritável. Ele é uma fonte comum de abuso físico de outros personagens, e pode ser ser facilmente empolgado. Seu ídolo é Raymond Foguete, e faz o melhor para seguir os passos dele. Aparentemente é o mais justo da turma, e fornece soluções assim como conflitos.
Bob Ruim, mais geralmente conhecido simplesmente como Bob, é o cachorro durão, assim como bobo da corte. Seus amigos, e ocasionalmente até o próprio Bob, o consideram como "gordo, corpo-de-gelatina, fera paquiderme, blá-blá-blá-blá-blá...". É caolho e usa armas de fogo e munição para proteger a si mesmo e seus amigos.
Wendy é a única mulher da turma, diferenciada por seus cílios, sua cor rosa e sua fita na cabeça. Ela é cínica, sarcástica e pode ser independente. É raramente vista fazendo qualquer tarefa de casa, e pode fornecer soluções para acabar com vilões. Ela possui muito talento musical, e tocou guitarra quando a turma virou uma banda.
Vince, o mascote da turma. Diferenciado por seus dentuços e pelos olhos fuçados. É arrogante e agressivo, e tem um dom de tomar bebidas alcoólicas.

### Estilo de trama
As tramas são bastante surreais com histórias incluindo:
- Diminuindo o submarino para caber no cérebro do Vince para curar doenças
- Destruindo o mundo incendiando o Pólo Norte
- Voltando ao tempo para impedir o arrastão na casa
- Caindo na cama onde logo acham a clínica sensual
- Rex se transformando em macarrão
- Vince aprendendo a falar "salsicha"
- Wendy unindo-se ao exército
- Vince declarando Guerra no Vietnã
- Vince sendo armadilha de plantas carnívoras
- Bob Ruim apresentando o show enquanto Rex tira férias

Tramas também se referem regularmente ao fato dos personagens serem feitos de massinha, como em um episódio onde Wendy vai ao salão de beleza e derrete quando está no secador de cabelo.